# Arylový radikál
Arylové radikály jsou reaktivní meziprodukty v organické chemii, areny, které mají v aromatickém kruhu radikálový atom uhlíku, jedná se tedy o radikálové analogy atreniových iontů. Základní sloučeninou je zde fenylový radikál (C6H5.). Arylové radikály jsou meziprodukty některých organických reakcí.

## Vznik
Arylové radikály se tvoří z aryldiazoniových solí, případně z aryltriazenů či arylhydrazinů. Arylbromidy a aryljodidy lze přeměnit na arylové radikály pomocí tributylcínu a podobných sloučenin, jako jsou deriváty silanů. U arylhalogenidů lze také použít elektrochemickou katodovou redukci.
Houba Stephanospora caroticolor vytváří arylové radikály při chemické obraně organismu.

## Spektroskopie
Fenylový radikál lze identifikovat pomocí elektronové paramagnetické rezonance a ultrafialovo-viditelné spektroskopie.

## Reakce
Arylové radikály jsou vysoce reaktivní a vyskytují se v mnoha reakcích, vznikají odštěpením vodíkových atomů, považovaným často za vedlejší reakci. K synteticky využívaným reakcím, při nichž vznikají arylové radikály, patří:
- Přesun halogenu
- Reakce s alkeny s nízkou elektronovou hustotou v Meerweinových arylacích
- biarylové párovací reakce
- Sandmeyerovy reakce
- adice na iminiové ionty
- adice na oxid siřičitý